# Нагольна (притока Красної)
Нагольна — річка в Луганській області, Троїцький район, ліва притока річки Красна.
Довжина 12 км. Площа басейну 109 км². Похил 1,8 м/км.
Свій початок річка бере біля села Світленьке, протікає поблизу сіл Плахо-Петрівка, Красногригорівка, і біля села Тарасівка впадає в річку Красна. На річці в околицях села Тарасівка розміщене водосховище.